# Port lotniczy Chachapoyas
Port lotniczy Chachapoyas (IATA: CHH, ICAO: SPPY) – port lotniczy położony w Chachapoyas, w Regionie Amazonas, w Peru.